# Iłemnia
Iłemnia (ukr. Ілемня) – wieś na Ukrainie w rejonie rożniatowskim obwodu iwanofrankowskiego. W grudniu 1932 roku w nadleśnictwie Iłemnia polował prezydent Ignacy Mościcki, który ustrzelił tutaj niedźwiedzia.